# Вальруф'є
Вальруф'є́ (фр. Valroufié) — колишній муніципалітет у Франції, у регіоні Окситанія, департамент Лот. Населення — 429 осіб (2011).
Муніципалітет був розташований на відстані близько 490 км на південь від Парижа, 105 км на північ від Тулузи, 9 км на північний схід від Каора.

## Історія
До 2015 року муніципалітет перебував у складі регіону Південь-Піренеї. Від 1 січня 2016 року належав до нового об'єднаного регіону Окситанія.
1 січня 2017 року Вальруф'є, Кур i Ларок-дез-Арк було об'єднано в новий муніципалітет Бельфон-Ла-Роз.

## Демографія
Динаміка населення (INSEE ):
Розподіл населення за віком та статтю (2006):
| Стать | Всього | До 15 років | 15-24 | 25-44 | 45-64 | 65-85 | Понад 85 |
| --- | ------ | ----------- | ----- | ----- | ----- | ----- | -------- |
| Чоловіки | 196    | 36          | 24    | 52    | 60    | 20    | 4        |
| Жінки | 212    | 20          | 28    | 60    | 68    | 24    | 12       |
| \| Статево-вікова піраміда \| Статево-вікова піраміда \| Статево-вікова піраміда \| \| ----------------------- \| ----------------------- \| ----------------------- \| \| Чоловіки \| Вік \| Жінки \| \| 4 \| 85 + \| 12 \| \| 8 \| 80-84 \| 16 \| \| 8 \| 75-79 \| 4 \| \| 4 \| 70-74 \| 4 \| \| 0 \| 65-69 \| 0 \| \| 0 \| 60-64 \| 0 \| \| 24 \| 55-59 \| 20 \| \| 16 \| 50-54 \| 20 \| \| 20 \| 45-49 \| 28 \| \| 20 \| 40-44 \| 16 \| \| 16 \| 35-39 \| 12 \| \| 8 \| 30-34 \| 16 \| \| 8 \| 25-29 \| 16 \| \| 8 \| 20-24 \| 4 \| \| 16 \| 15-20 \| 24 \| \| 4 \| 10-14 \| 12 \| \| 12 \| 5-9 \| 4 \| \| 20 \| 0-4 \| 4 \| |        |             |       |       |       |       |          |
| Статево-вікова піраміда |        |             |       |       |       |       |          |
| Чоловіки | Вік    | Жінки       |       |       |       |       |          |
| 4 | 85 +   | 12          |       |       |       |       |          |
| 8 | 80-84  | 16          |       |       |       |       |          |
| 8 | 75-79  | 4           |       |       |       |       |          |
| 4 | 70-74  | 4           |       |       |       |       |          |
| 0 | 65-69  | 0           |       |       |       |       |          |
| 0 | 60-64  | 0           |       |       |       |       |          |
| 24 | 55-59  | 20          |       |       |       |       |          |
| 16 | 50-54  | 20          |       |       |       |       |          |
| 20 | 45-49  | 28          |       |       |       |       |          |
| 20 | 40-44  | 16          |       |       |       |       |          |
| 16 | 35-39  | 12          |       |       |       |       |          |
| 8 | 30-34  | 16          |       |       |       |       |          |
| 8 | 25-29  | 16          |       |       |       |       |          |
| 8 | 20-24  | 4           |       |       |       |       |          |
| 16 | 15-20  | 24          |       |       |       |       |          |
| 4 | 10-14  | 12          |       |       |       |       |          |
| 12 | 5-9    | 4           |       |       |       |       |          |
| 20 | 0-4    | 4           |       |       |       |       |          |

## Економіка
2010 року серед 284 осіб працездатного віку (15—64 років) 203 були активними, 81 — неактивною (показник активності 71,5%, у 1999 році було 75,6%). З 203 активних мешканців працювало 187 осіб (88 чоловіків та 99 жінок), безробітними було 16 (6 чоловіків та 10 жінок). Серед 81 неактивної 21 особа була учнем чи студентом, 48 — пенсіонерами, 12 були неактивними з інших причин.

У 2010 році в муніципалітеті числилось 186 оподаткованих домогосподарств, у яких проживали 448,5 особи, медіана доходів виносила 21 025 євро на одного особоспоживача